# Nuoto sincronizzato ai campionati mondiali di nuoto 2007 - Singolo (programma tecnico)
La gara del nuoto sincronizzato - singolo tecnico dei campionati mondiali di nuoto 2007 è stata disputata il 19 marzo a Melbourne in Australia.
La gara, alla quale hanno preso parte 27 atlete provenienti da 27 nazioni, si è svolta in due turni.
La competizione è stata vinta dalla sincronetta russa Natal'ja Iščenko, mentre l'argento e il bronzo sono andati rispettivamente alla spagnola Gemma Mengual e alla giapponese Saho Harada.

## Podio
| Posizione | Atleta           | Nazionalità |
| --------- | ---------------- | ----------- |
| Oro       | Natal'ja Iščenko | Russia      |
| Argento   | Gemma Mengual    | Spagna      |
| Bronzo    | Saho Harada      | Giappone    |

## Risultati

### Preliminari
I migliori 12 punteggi si qualificano per la finale
| Pos. | Atleta                     | Nazionalità    | Punti  | Note |
| ---- | -------------------------- | -------------- | ------ | ---- |
| 1    | Natal'ja Iščenko           | Russia         | 98.666 | Q    |
| 2    | Gemma Mengual              | Spagna         | 97.833 | Q    |
| 3    | Saho Harada                | Giappone       | 96.500 | Q    |
| 4    | Christina Jones            | Stati Uniti    | 95.833 | Q    |
| 5    | Marie-Pier Boudreau Gagnon | Canada         | 95.167 | Q    |
| 6    | Beatrice Adelizzi          | Italia         | 93.334 | Q    |
| 7    | Sun Wenyan                 | Cina           | 93.167 | Q    |
| 8    | Despoina Solomou           | Grecia         | 91.166 | Q    |
| 9    | Ganna Khmelnytska          | Ucraina        | 89.834 | Q    |
| 10   | Magdalena Brunner          | Svizzera       | 89.500 | Q    |
| 11   | Apolline Dreyfuss          | Francia        | 88.834 | Q    |
| 12   | Wang Ok-gyong              | Corea del Nord | 87.666 | Q    |
| 13   | Anastasia Gloushkov        | Israele        | 87.500 |      |
| 14   | Soňa Bernardová            | Rep. Ceca      | 87.333 |      |
| 15   | Mária Dzureková            | Slovacchia     | 86.666 |      |
| 16   | Lara Teixeira              | Brasile        | 86.333 |      |
| 17   | Jenna Randall              | Gran Bretagna  | 85.834 |      |
| 18   | Omar Hanzada               | Egitto         | 81.667 |      |
| 18   | Elisabeth Mahn             | Austria        | 81.667 |      |
| 20   | Lisa Lacker                | Germania       | 81.500 |      |
| 21   | Tarren Otte                | Australia      | 78.666 |      |
| 22   | Margareta Jakovac          | Croazia        | 76.500 |      |
| 23   | Devah Leenheer             | Aruba          | 75.167 |      |
| 24   | Hui Chuen Png              | Malaysia       | 74.667 |      |
| 25   | Violeta Mitinian           | Costa Rica     | 74.333 |      |
| 26   | Sin Ieng Au Ieong          | Macao          | 72.334 |      |
| 27   | Shelvy Melowa              | Indonesia      | 68.167 |      |

### Finale
| Pos. | Atleta                     | Nazionalità    | Punti  | Note |
| ---- | -------------------------- | -------------- | ------ | ---- |
| 1    | Natal'ja Iščenko           | Russia         | 99.000 |      |
| 2    | Gemma Mengual              | Spagna         | 98.000 |      |
| 3    | Saho Harada                | Giappone       | 96.833 |      |
| 4    | Christina Jones            | Stati Uniti    | 95.500 |      |
| 5    | Marie-Pier Boudreau Gagnon | Canada         | 94.667 |      |
| 6    | Beatrice Adelizzi          | Italia         | 93.500 |      |
| 7    | Sun Wenyan                 | Cina           | 92.334 |      |
| 8    | Despoina Solomou           | Grecia         | 91.334 |      |
| 9    | Magdalena Brunner          | Svizzera       | 90.167 |      |
| 10   | Ganna Khmelnytska          | Ucraina        | 89.000 |      |
| 11   | Apolline Dreyfuss          | Francia        | 88.834 |      |
| 12   | Wang Ok-gyong              | Corea del Nord | 88.500 |      |